# Centaurea gloriosa
Centaurea gloriosa là một loài thực vật có hoa trong họ Cúc. Loài này được Radić mô tả khoa học đầu tiên năm 1981.